# In Praise of Dreams
Albums de Jan Garbarek
Mnemosyne
(1999) Dresden
(2009)
In Praise of Dreams est un album du saxophoniste Jan Garbarek, paru en 2004 sur le label Edition of Contemporary Music. Outre Garbarek aux saxophones et aux synthétiseurs, l'album fait intervenir Kim Kashkashian au violon alto et Manu Katché à la batterie. C'est un album uniquement studio, conçu essentiellement par Garbarek chez lui dans son studio personnel.

## Historique
Le disque est enregistré par les trois musiciens séparément, Garbarek dans son studio personnel à Oslo, Kim Kashkashian  dans un studio près de Boston, et Manu Katché à Paris. Pour l'enregistrement de Kashkashian, Garbarek se déplace près de Boston, où vit l'altiste, lui donne les partitions et supervise l'enregistrement. Celui-ci ne dure qu'une demi-journée, et seulement deux prises sont réalisées. Kashkashian suit la partition de Garbarek et n'improvise pas. L'enregistrement de la partie de batterie prend deux demi-journées avec Manu Katché, en partie parce que les esquisses de Garbarek n'étaient pas totalement terminées lors de cet enregistrement.

## Description

### Musiciens
- Jan Garbarek - saxophone ténor, saxophone soprano, synthétiseurs
- Kim Kashkashian - violon alto
- Manu Katché - batterie

### Titres
| No  | Titre                     | Durée |
| --- | ------------------------- | ----- |
| 1.  | As Seen from Above        | 4:42  |
| 2.  | In Praise of Dreams       | 5:22  |
| 3.  | One Goes There Alone      | 5:09  |
| 4.  | Knot of Place and Time    | 6:27  |
| 5.  | If You Go Far Enough      | 0:44  |
| 6.  | Scene from Afar           | 5:19  |
| 7.  | Cloud of Unknowing        | 5:26  |
| 8.  | Without Visible Sign      | 5:04  |
| 9.  | Iceburn                   | 5:02  |
| 10. | Conversation With a Stone | 4:25  |
| 11. | A Tale Begun              | 4:39  |

## Réception critique
L'album est nommé en 2005 au Grammy Award pour le Grammy Award for Best Contemporary Jazz Album mais la récompense est finalement obtenue par l'album Unspeakable de Bill Frisell.